# IC 3331
IC 3331 — галактика типу Sa (спіральна галактика) у сузір'ї Діва.
Цей об'єкт міститься в оригінальній редакції індексного каталогу.